# Oxyrhachis newtoni
Oxyrhachis newtoni är en insektsart som beskrevs av Capener 1962. Oxyrhachis newtoni ingår i släktet Oxyrhachis och familjen hornstritar. Inga underarter finns listade i Catalogue of Life.